# Ornithogalum corsicum
Ornithogalum corsicum là một loài thực vật có hoa trong họ Măng tây. Loài này được Jord. & Fourr. mô tả khoa học đầu tiên năm 1868.